# Xenia Knoll
Xenia Knoll (ur. 2 września 1992 w Biel) – szwajcarska tenisistka serbskiego pochodzenia.

## Kariera tenisowa
W przeciągu kariery zwyciężyła w czterech singlowych i trzydziestu dwóch deblowych turniejach rangi ITF. 23 marca 2015 roku zajmowała najwyższe miejsce w rankingu singlowym WTA Tour – 254. pozycję. W rankingu deblowym najwyżej była sklasyfikowana na 40. miejscu (17 kwietnia 2017). Zadebiutowała w rozgrywkach WTA Tour podczas turnieju w Budapeszcie, gdzie przegrała w pierwszej rundzie z Szachar Pe’er. Reprezentantka kraju w rozgrywkach Pucharu Federacji.
W kwietniu 2016 roku Szwajcarka zanotowała występ w finale rozgrywek z cyklu WTA Tour w Stambule, w którym w parze z Danką Kovinić oddały walkowerem spotkanie o tytuł mistrzowski.

## Finały turniejów WTA
| Legenda                     | Legenda |
| --------------------------- | ------- |
| Wielki Szlem                |         |
| Igrzyska olimpijskie        |         |
| WTA Tour Championships      |         |
| 2009 – 2020                 |         |
| WTA Premier Mandatory       |         |
| WTA Premier 5               |         |
| WTA Premier                 |         |
| WTA International Series    |         |
| WTA 125K series (2012–2020) |         |

### Gra podwójna 10 (3–7)
| Końcowy wynik | Nr | Data                 | Turniej          | Nawierzchnia    | Partnerka         | Przeciwniczki                           | Wynik finału   |
| ------------- | -- | -------------------- | ---------------- | --------------- | ----------------- | --------------------------------------- | -------------- |
| Finalistka    | 1. | 24 kwietnia 2016     | Stambuł          | Ceglana         | Danka Kovinić     | Andreea Mitu İpek Soylu                 | walkower       |
| Zwyciężczyni  | 1. | 29 kwietnia 2016     | Rabat            | Ceglana         | Aleksandra Krunić | Tatjana Maria Raluca Olaru              | 6:3, 6:0       |
| Zwyciężczyni  | 2. | 5 czerwca 2016       | Bol              | Ceglana         | Petra Martić      | Raluca Olaru İpek Soylu                 | 6:3, 6:2       |
| Finalistka    | 2. | 11 czerwca 2016      | ’s-Hertogenbosch | Trawiasta       | Aleksandra Krunić | Oksana Kalasznikowa Jarosława Szwiedowa | 1:6, 1:6       |
| Zwyciężczyni  | 3. | 17 lipca 2016        | Gstaad           | Ceglana         | Lara Arruabarrena | Annika Beck Jewgienija Rodina           | 6:1, 3:6, 10–8 |
| Finalistka    | 3. | 5 lutego 2017        | Petersburg       | Twarda (hala)   | Darija Jurak      | Jeļena Ostapenko Alicja Rosolska        | 6:3, 2:6, 5–10 |
| Finalistka    | 4. | 15 października 2017 | Linz             | Twarda (hala)   | Nateła Dzałamidze | Kiki Bertens Johanna Larsson            | 6:3, 3:6, 4–10 |
| Finalistka    | 5. | 29 kwietnia 2018     | Stambuł          | Ceglana         | Anna Smith        | Liang Chen Zhang Shuai                  | 4:6, 4:6       |
| Finalistka    | 6. | 16 września 2018     | Québec           | Dywanowa (hala) | Darija Jurak      | Asia Muhammad Maria Sanchez             | 4:6, 3:6       |
| Finalistka    | 7. | 13 października 2019 | Linz             | Twarda (hala)   | Barbara Haas      | Barbora Krejčíková Kateřina Siniaková   | 4:6, 3:6       |

## Wygrane turnieje rangi ITF
| turnieje z pulą nagród 100 000 $ |
| turnieje z pulą nagród 75 000 $  |
| turnieje z pulą nagród 50 000 $  |
| turnieje z pulą nagród 25 000 $  |
| turnieje z pulą nagród 15 000 $  |
| turnieje z pulą nagród 10 000 $  |

### Gra pojedyncza
|    | Data       | Turniej             | Naw.    | Przeciwniczka   | Wynik         |
| 1. | 26/05/2013 | Timișoara           | Ceglana | Bianca Hîncu    | 3:6, 6:2, 7:5 |
| 2. | 08/09/2013 | Belgrad             | Ceglana | Natalija Kostić | 6:3, 6:3      |
| 3. | 04/11/2018 | Heraklion           | Ceglana | Ani Vangelova   | 6:2, 7:5      |
| 4. | 06/10/2019 | Andrézieux-Bouthéon | Twarda  | Manon Léonard   | 6:0, 7:5      |

### Gra podwójna
|     | Data       | Turniej      | Naw.            | Partnerka               | Przeciwniczki                          | Wynik              |
| 1.  | 27/06/2009 | Davos        | Ceglana         | Amra Sadiković          | Marcella Koek Lisa Sabino              | 7:5, 6:1           |
| 2.  | 20/03/2010 | Wetzikon     | Dywanowa (hala) | Amra Sadiković          | Simona Dobrá Tereza Hladíková          | 6:4, 7:6(5)        |
| 3.  | 07/11/2010 | Sztokholm    | Twarda (hala)   | Lara Michel             | Karen Barbat Anna Brazhnikova          | 6:3, 6:3           |
| 4.  | 20/03/2011 | Fällanden    | Dywanowa (hala) | Amra Sadiković          | Dalila Jakupović Anja Prislan          | 6:3, 6:3           |
| 5.  | 04/09/2011 | Trimbach     | Ceglana         | Christina Shakovets     | Marisa Gianotti Kateřina Kramperová    | 6:3, 7:6(5)        |
| 6.  | 01/04/2012 | Fällanden    | Dywanowa (hala) | Amra Sadiković          | Lara Michel Emily Webley-Smith         | 6:7(3), 6:4, 12–10 |
| 7.  | 23/02/2013 | Kreuzlingen  | Dywanowa (hala) | Timea Bacsinszky        | Matea Mežak Silvia Njirić              | 6:3, 6:2           |
| 8.  | 22/09/2013 | Dobricz      | Ceglana         | Teodora Mirčić          | Izabełła Szinikowa Dalija Zafirowa     | 7:5, 7:6(5)        |
| 9.  | 04/10/2013 | Budapeszt    | Ceglana         | Timea Bacsinszky        | Réka Luca Jani Weronika Kapszaj        | 7:6(3), 6:2        |
| 10. | 31/05/2014 | Moskwa       | Ceglana         | Anna Danilina           | Jekatierina Byczkowa Jewgienija Rodina | 6:3, 6:2           |
| 11. | 06/09/2014 | Moskwa       | Ceglana         | Anna Danilina           | Walentina Iwachnienko Julija Kałabina  | 6:1, 4:6, 10–6     |
| 12. | 13/09/2014 | Moskwa       | Ceglana         | Wieronika Kudiermietowa | Aleksandra Artamonowa Polina Monowa    | 7:6(10), 7:5       |
| 13. | 31/10/2014 | Stambuł      | Twarda (hala)   | İpek Soylu              | Ayla Aksu Müge Topsel                  | 6:2, 6:4           |
| 14. | 09/11/2014 | Bath         | Twarda (hala)   | Lesley Kerkhove         | Barbara Bonić Pemra Özgen              | 6:3, 6:1           |
| 15. | 14/06/2015 | Surbiton     | Trawiasta       | Ludmyła Kiczenok        | Tara Moore Nicola Slater               | 7:6(6), 6:3        |
| 16. | 20/06/2015 | Ystad        | Ceglana         | Cornelia Lister         | Conny Perrin Chanel Simmonds           | 7:5, 7:6(5)        |
| 17. | 11/07/2015 | Turyn        | Ceglana         | Alice Matteucci         | Susanne Celik Diāna Marcinkēviča       | 6:2, 7:5           |
| 18. | 17/07/2015 | Imola        | Dywanowa        | Claudia Giovine         | Despina Papamichail Bernarda Pera      | 7:5, 6:2           |
| 19. | 21/11/2015 | Shrewsbury   | Twarda (hala)   | Alice Matteucci         | Lesley Kerkhove Quirine Lemoine        | 3:6, 6:3, 10–3     |
| 20. | 21/02/2016 | Altenkirchen | Dywanowa (hala) | Ysaline Bonaventure     | Deniz Khazaniuk Marija Marfutina       | 6:1, 6:4           |